# Бокейхан
Бокейхан (каз. Бөкейхан, до 2022 г. — Котяевка) — село в Курмангазинском районе Атырауской области Казахстана. Расположено на границе с Россией.

## Описание
Село расположено на берегу реки Кигач, одного из рукавов Волги, у самой границы с Россией, в 77 км от Астрахани. В нём расположены таможенный пост и отделение пограничного контроля Курмангазы, а в 2009 году были установлены первые пограничные знаки.
В октябре 2007 года рядом с Котяевкой был запущен пограничный мостовой переход через реку Кигач, построенный по соглашению между правительствами Российской Федерации и Республики Казахстан. В 2011 году это сооружение получило название «Мост дружбы».
3 октября 2022 года село было переименовано в Бокейхан .

## Население
В 1999 году население села составляло 1710 человек (815 мужчин и 895 женщин). По данным переписи 2009 года в селе проживало 1765 человек (869 мужчин и 896 женщин).